# 青丘
青丘（呉音：しょうきゅう、漢音：せいきゅう、拼音：Qīnɡqiū）は中国の神話や伝説にあらわれる東方の地。「青丘国」と国名のように書かれることもある。『山海経』には九尾狐と書かれている。現実の土地ではなく、東方を観念的にいったものだが、後に山東半島と考えられるようになり、また唐代には遼東半島のあたりをいい、さらに後世には朝鮮人も朝鮮半島の雅名として自称した。
現在の中国では大連の考古学遺跡を「青丘国」だったとみなす言説もみられるが学問的になんら証拠のある議論ではない。

## リンク
- 夷分九種 古代大連人為九夷之一
- 曽経戦乱近千年 大連幾成無人区